# Fensalir

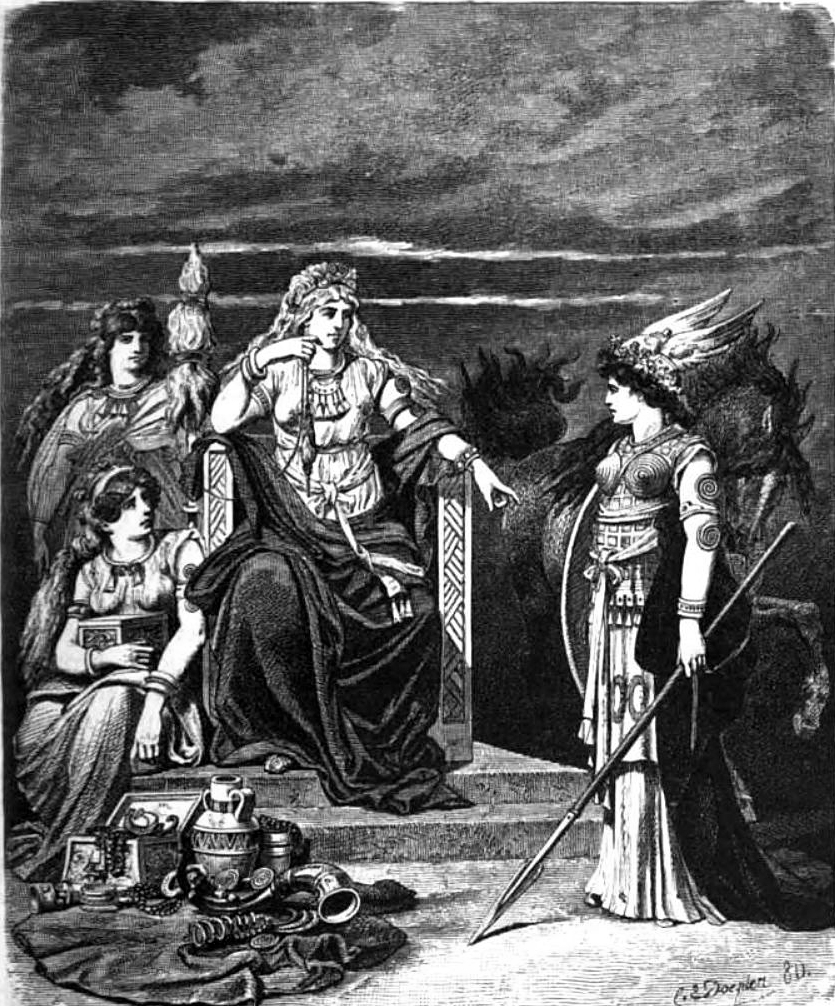
Carl Emil Doepler, Frigg e le sue ancelle (1882).

Nella mitologia norrena, Fensalir ("saloni di palude" in norreno) è il luogo dove dimora la dea Frigg, moglie di Odino. Fensalir è situata ad Ásgarðr, dove vivono tutti gli dèi.

## Fensalir nella leggenda
Nel poema Vǫluspá dell'Edda poetica Fensalir viene citata inizialmente quando Frigg si dispera per la perdita del figlio Baldr:
(Edda poetica, Vǫluspá, st. 33)
Nel capitolo 35 del Gylfaginning dell'Edda in prosa, Hár dice a Gangleri (descritto come re Gylfi travestito) che Frigg è la più importante delle Asinie e che risiede nella magnifica dimora Fensalir:
(Edda in prosa, Gylfaginning, st. 35)
Nel capitolo 49 dello stesso poema, si narra che Loki travestito da donna fa visita a Frigg nella sua dimora per scoprire quale fosse il punto debole del figlio Baldr del quale preparava l'uccisione:
(Edda in prosa, Gylfaginning, st. 49)
Nel libro Skáldskaparmál, Fensalir viene citata una terza volta, in una lista di kenningar per Frigg, di cui l'ultima è appunto "signora di Fensalir"
(Edda in prosa, Skáldskaparmál, st. 27)

## Teorie

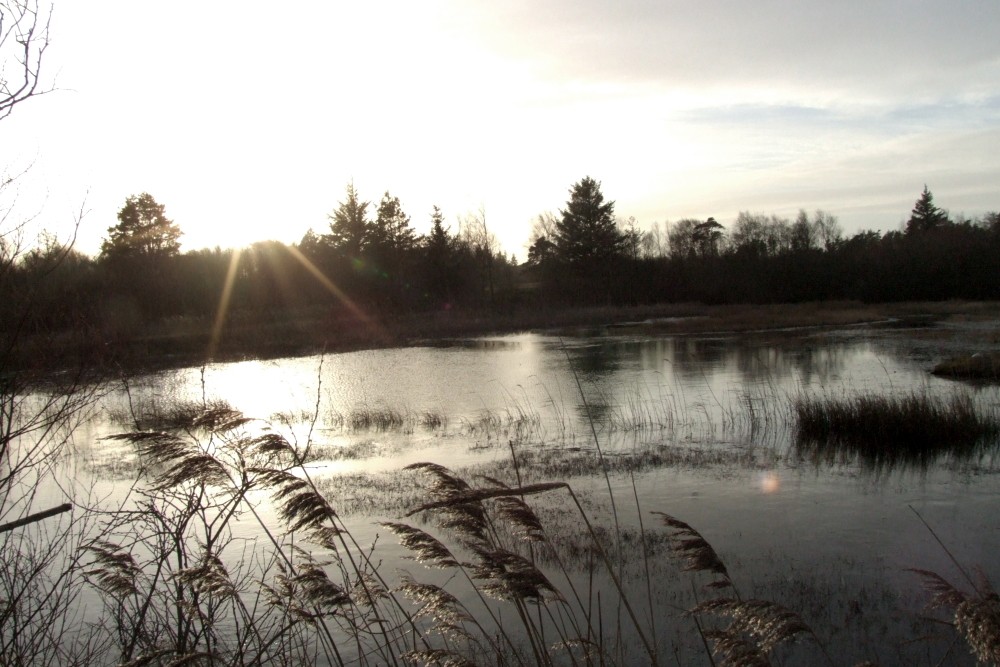
Una tipica palude nel nord dello Jutland, in Danimarca.

La maggior parte delle teorie concorda nell'attribuire il significato "saloni di palude" alla parola Fensalir.
In norreno infatti la radice fen- vuol dire "palude" o "terreno paludoso", dal proto-germanico fanjam; mentre il suffisso -salir è la forma plurale del sostantivo salr, cioè "sala", dal proto-germanico saliz. Tuttavia l'etimologia della parola lascia qualche dubbio sul suo significato e la sua origine era forse legata a qualche mito andato perduto.
Nel 1882 lo studioso tedesco Anton Edzardi propose una teoria secondo la quale Fensalir fosse in qualche modo legata a pratiche religiose legate alle sorgenti d'acqua. Questi infatti si stupiva che una dea potesse vivere in una palude, se non per un'associazione con gli antichi culti legati alle sorgenti d'acqua. Inoltre la teoria di Edzardi trova riscontro nella tradizione folkloristica secondo la quale alcune particolari paludi fungessero da ingresso nel mondo di Frau Holle, che lo studioso associa alla dea Frigg.
In uno studio del XIX secolo, Paul Henri Mallet e Walter Scott scrissero che l'elemento "fen" nella parola Fensalir potesse far riferimento ad acque profonde o al mare. Quindi il nome Fensalir potrebbe significare "sale del mare", come proposto anche da Gianna Chiesa Isnardi nel 1991.